# Monestir d'Agara
El monestir d'Agara (en georgià: აგარის მონასტერი) és un complex monàstic pertanyent a l'Església ortodoxa de Geòrgia situat a prop del poble d'Uraveli, al municipi d'Akhaltsikhe, de la regió de Samtskje - Yavajeti, a Geòrgia.

## Descripció
El complex d'Agara té múltiples facetes. L'abundància i varietat d'edificis testimonien que hi hagué d'haver-hi un gran monestir. L'església principal, que data del segles X-XI, consta d'una sola nau i és una de les millors i més grans esglésies individuals de Geòrgia, el refectori està datat d'entre els segles xi i xii. També es conserven les ruïnes d'un monestir del segles xi i xii, un campanar del XIII-XIV, i d'altres edificis del monestir —ruïnes d'edificis comercials i residencials. Alguns d'ells tenen inscripcions amb referències històriques. Una de les esglésies monacals més grans de Geòrgia es troba al conjunt d'Agara. L'església principal va ser reparada cap al segle xiv.